# Chlamydopsis cavicollis
Chlamydopsis cavicollis är en skalbaggsart som beskrevs av Lea 1912. Chlamydopsis cavicollis ingår i släktet Chlamydopsis och familjen stumpbaggar. Inga underarter finns listade i Catalogue of Life.